# Hectobrocha pentacyma
Hectobrocha pentacyma är en fjärilsart som beskrevs av Edward Meyrick 1886. Hectobrocha pentacyma ingår i släktet Hectobrocha och familjen björnspinnare. Inga underarter finns listade i Catalogue of Life.